# Resolutie 465 Veiligheidsraad Verenigde Naties
Resolutie 464 van de Veiligheidsraad van de Verenigde Naties werd op 1 maart 1980 unaniem aangenomen door
de vijftien leden van de VN-Veiligheidsraad. De resolutie riep Israël opnieuw op te stoppen met het stichten van nederzettingen in de Arabische gebieden die het in 1967 had bezet en de bestaande te ontmantelen.

## Achtergrond
In 1967 vocht Israël de Zesdaagse Oorlog uit tegen Egypte, Syrië en Jordanië. Tijdens die oorlog bezette Israël grondgebied van de drie tegenstanders: de Golanhoogten in Syrië, de Westelijke Jordaanoever die in 1948 door Jordanië was geannexeerd en in 1947 door de VN werd beschouwd als grondgebied van een te vormen Arabische staat, Oost-Jeruzalem met onder meer de Oude Stad die eveneens door Jordanië was geannexeerd en door de VN bestempeld als internationaal gebied) en ten slotte de Gazastrook en het schiereiland Sinaï van Egypte. Vervolgens verschenen de Israëlische nederzettingen in de bezette gebieden, waaraan de Palestijnen steeds meer grondgebied verloren. Sindsdien werd alleen de Sinaï − na vredesoverleg met Egypte − in 1982 teruggegeven. De Joodse nederzettingen aldaar werden ontruimd.

## Inhoud
De Veiligheidsraad:
- Bemerkt de rapporten van de commissie opgericht met resolutie 446 om de situatie in de door Israël bezette Arabische gebieden te onderzoeken.
- Neemt ook nota van de brieven van Jordanië en Marokko, voorzitter van de Islamitische groep van VN-landen.
- Betreurt sterk Israëls weigering mee te werken met de commissie en afwijzing van de resoluties 446 en 452.
- Bevestigt nogmaals dat de Geneefse Conventie betreffende de Bescherming van Burgers tijdens Oorlogstijd van toepassing is in de in 1967 bezette gebieden, inclusief Jeruzalem.
- Betreurt de Israëlische beslissing om de nederzettingen in de Palestijnse- en andere gebieden officieel te steunen.
- Is erg bezorgd over het nederzettingenbeleid en de gevolgen voor de Arabische bevolking.
- Denkt aan de nood aan maatregelen voor de onpartijdige bescherming van land, eigendommen en waterbronnen.
- Denkt aan de speciale status van Jeruzalem en de nood om het unieke spirituele en religieuze karakter van de heilige plaatsen er te beschermen.
- Brengt de ernstige gevolgen die het nederzettingenbeleid op pogingen om vrede in het Midden-Oosten te bereiken zal hebben.
- Herinnert aan de resoluties 237, 252, 267, 271 en 298 en de verklaringen van 's Raads voorzitter.
- Heeft Fahd Qaswasma, burgemeester van Hebron in bezet gebied, uitgenodigd voor informatie.

1. Eerbiedigt het werk van de commissie.
2. Aanvaardt de conclusies en aanbevelingen in het rapport.
3. Roept alle partijen, en vooral Israël, op samen te werken met de commissie.
4. Betreurt sterk de beslissing van Israël om Fahd Qawasma te verbieden vrij te reizen om voor de Veiligheidsraad te verschijnen en vraagt Israël het toe te laten om naar het hoofdkwartier van de Verenigde Naties te reizen.
5. Bepaalt dat alle Israëlische maatregelen om het fysieke karakter, de demografische samenstelling, de institutionele structuur of de status van de bezette Arabische gebieden te wijzigen ongeldig zijn en dat de verplaatsing van eigen bevolking naar die gebieden een schending van de Vierde Geneefse Conventie is en vrede in de weg staat.
6. Betreurt sterk dat Israël dit beleid blijft voortzetten en roept het land op om de maatregelen in te trekken, bestaande nederzettingen te ontmantelen en de planning en bouw van nieuwe te staken.
7. Roept alle landen op Israël niet te helpen in verband met de nederzettingen.
8. Vraagt de commissie het onderzoek voort te zetten naar de gerapporteerde uitputting van grondstoffen, en vooral water, in de bezette gebieden.
9. Vraagt de commissie voor 1 september te rapporteren en daarna zo snel mogelijk bijeen te komen over het rapport.

Lijst ·  462 ·  463 ·  464 ·  465 ·  466 ·  467 ·  468 ·  469 ·  470 ·  471 ·  472 ·  473 ·  474 ·  475 ·  476 ·  477 ·  478 ·  479 ·  480 ·  481 ·  482 ·  483 ·  484